# 畢樓奇
畢樓奇（ Bloesch, Donald G.，1928年－）改革宗，著名二十世紀神學家。他的父親曾任福音派改革宗教會（後輩併入聯合基督教會）的牧師。此宗派有極強的信義宗敬虔主義色彩，對年幼的畢樓奇有極大的影響。他在宗派性的艾姆赫斯特學院第一次接觸到自由派神學，他選擇進入以進程神學為主的芝加哥神學院，於1956年得到博士學位，加入長老宗的杜比克神學院任教。

## 生平
畢樓奇由自由派神學家進入福音派的旅程經過許多步驟。他對許多當代神學思潮都有頗深的認識，例如：進程神學、新正統主義、存在主義神學。會使畢樓奇投入福音派，卻是他對聖經完全的信任。他棄絕了造成上述其他觀點的意識型態，努力瞭解聖經的架構。這種意識型態的覺醒使他能夠掌握到福音派的架構，避免墮入此一傳統的極端。
畢樓奇在成長時期接觸過各種不同的思想，包括哲學、社會學、自由派神學、敬虔主義、新正統主義，使他成為福音派運動中銳不可擋的力量。他的著作反映出對巴特的同情，反對基要派和自由派神學。畢樓奇是一位多產作家，編寫超過二十五本書和約三百篇文章，他在系統神學方面主要的貢獻是他的兩冊《福音派神學精要》探討教會中極富爭議的論題（例如：得救是本乎恩嗎？聖徒皆祭司？基督親身再臨？），顯出畢樓奇是多麼熱衷於普世信徒的合一。他堅信福音應當以神為焦點，信徒必須將福音應用於社會各方面需要，以至於他能持守平衡的福音觀。之後，還著有七大冊《基督教要義》，廣闊地探討基督教教義。
畢樓奇相信聖經經文不但應當按其直接的歷史背景來看，同時也應當按其在永恆中的背景來研究。我們不但要明白作者的動機，還需要更進一步，研究其神學的關係。此外，信仰與行為的最終規範，不僅止於對耶穌的信心（存在主義者艾伯靈所持守），也非僅止於人所相信的基督（存在主義者布特曼及存在主義者田立克所持守），應當是聖經歷史中耶穌基督。
根據這個立場，神僅僅在歷史中的一個特定時空中完整和確實地啟示了祂自己，亦即藉著耶穌基督的生平。這事件會一連串事件的主要見證，便是聖經。舊約期待這個啟示，新約則記載並宣告這個啟示……。畢樓奇所提議的基督論釋經法是與路德及加爾文的洞見一致的。兩位改革家都認為基督是聖經的基礎及中心點，兩位都試圖將舊約以及新約經文與基督其人其事相關聯。他們的立場基本上受到巴特及維欽耳的肯定，亦即相信舊約隱藏基督，新約則彰顯基督。 